# Lasioderma minutum
Lasioderma minutum is een keversoort uit de familie van de klopkevers (Anobiidae). De wetenschappelijke naam van de soort is voor het eerst geldig gepubliceerd in 1950 door Lindberg.